# Araz Naxçivan
El Araz Naxçivan es un equipo de fútbol sala de la ciudad de najicheván, Azerbaiyán. Es el equipo que ha ganado en más ocasiones la Premier League de Azerbaiyán(10 veces). Es uno de los equipos más fuertes de Europa, después de haber alcanzado las semifinales dos veces en las últimas cinco temporadas de la Copa de la UEFA de fútbol sala.

## Historia
El Araz Naxçivan fue fundado en el año 2004 y en esa misma temporada ganó la Premier League de Azerbaiyán. En la siguiente temporada debutó en la Copa de la UEFA de fútbol sala con unos discretos resultados.
En la temporada 2009/10 consiguió su mejor resultado en la Copa de la UEFA de fútbol sala con un tercer puesto. En la 2013/2014 repitió el tercer puesto en dicha competición europea.

## Palmarés
Nacional:

- 14 Premier League: 2004/05, 2005/06, 2006/07, 2007/08, 2008/2009, 2009/10, 2010/11, 2011/12, 2012/13, 2013/2014, 2015/16, 2016/17, 2017/18 2018/19

- 14 Copas de Azerbaiyán: 2004/05, 2005/06, 2006/07, 2007/08, 2008/09, 2009/10, 2010/2011, 2011/2012, 2012/13, 2013/14, 2015/16, 2016/17, 2017/18, 2018/19

Internacional

- UEFA Futsal Cup: 3ª posición(2): 2009/10, 2013/14